# Italienische Botschaft in Buenos Aires

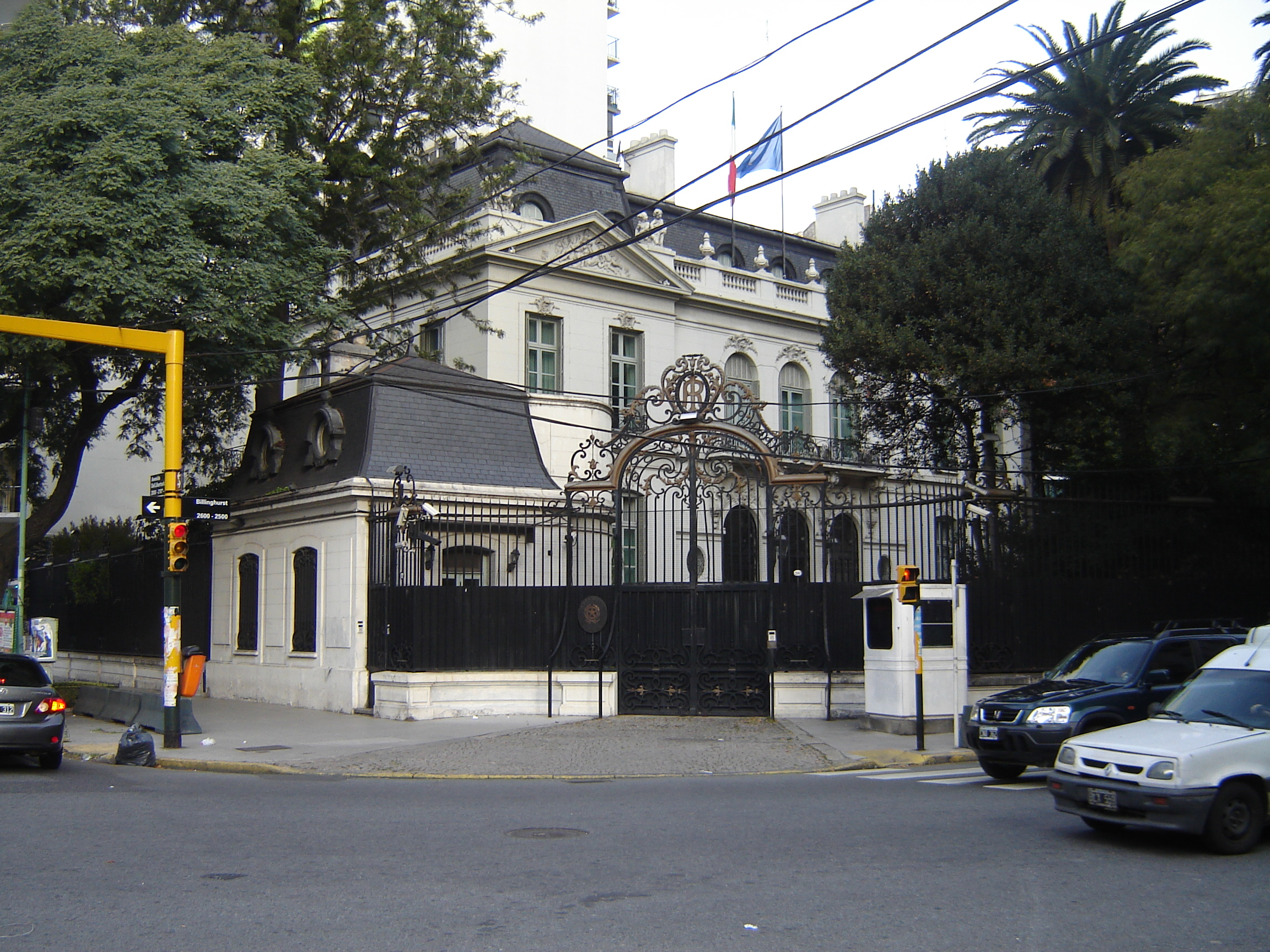
Italienische Botschaft in Buenos Aires

Die Italienische Botschaft in Buenos Aires ist die diplomatische Vertretung Italiens in Argentinien. Sie befindet sich im nördlich des Stadtzentrums von Buenos Aires am Río de la Plata gelegenen Stadtteil Palermo an der Calle Billinghurst und Avenida del Libertador.

## Geschichte
Die Anfänge der offiziellen argentinisch-italienischen Beziehungen liegen bei einem Freundschafts-, Handels- und Seefahrtsabkommen, das Viktor Emanuel II. im Jahr 1855 mit der Regierung Argentiniens schloss. Zur damaligen Zeit begann auch die zunehmende Einwanderung von Italienern, die das Land bis heute prägt. Bis 1924 handelte es sich bei der diplomatischen Vertretung Italiens in Buenos Aires um eine Gesandtschaft. Anlässlich eines Besuchs des italienischen Kronprinzen Umberto II. beschloss man die Aufwertung zur Botschaft und deren Verlegung an einen angemessenen Ort. Der argentinische Präsident Marcelo Torcuato de Alvear verwies auf das neue Anwesen seines Verwandten Federico Bosch-Alvear, der es wegen des schräg und nicht frontal zur Avenida Libertador gelegenen Eingangs verkaufen wollte, ohne jemals darin gewohnt zu haben. Die Vorliebe Bosch-Alvears für französische Architektur prägt das italienische Botschaftsgebäude in Buenos Aires bis heute.